# 리원군
리원군(利原郡, 표준어: 이원군)은 함경남도 동북부에 위치한 군이다. 2006년 《로동신문》의 보도에 따르면, 리원군은 자급자족이 완벽하게 실현된 군이라 곡물 생산과 농촌문화 건설의 모든 면에서 전국의 본보기가 되면서 조선민주주의공화국에서 가장 살기 좋은 고장으로 알려졌다.

## 지리
남동쪽으로 동해와 접하고 북쪽은 마운령을 넘어 단천시, 서쪽은 덕성군, 남쪽으로 북청군과 접한다.
소규모 평야 지대가 있으나 대부분 산지이며, 서쪽에서 대덕산맥이 지난다. 해발 1,442m의 남서쪽 대덕산이 가장 높은 곳이다. 대덕산을 사이에 두고 북청군과 맞닿아 있다.
강으로는 동해로 흘러드는 남대천이 가장 크다. 해안선은 그리 길지 않으나 만과 섬이 발달해 있다. 전체 군 면적의 73% 가량이 숲이며 이 가운데 70% 이상이 침엽수림이다. 기후는 해양성으로 온화한 편이다.

## 역사
옛날에는 옥저·고구려의 영역이었다. 신라의 진흥왕은 이 지역을 차지한 후 마운령비를 세웠다. 그 다음에는 발해·여진에 속했다. 고려가 차지한 후, 1258년에 원나라의 지배하에 들어갔고 이후 약 100년에 걸쳐서 쌍성총관부에 속했다. 시리로 불리던 이곳은 1356년에 고려에 의해서 단천에 편입되었다.
조선의 세종대에 마운령 이남이 분할되어 이성현(利城縣)이 설치되었다. 18세기 말의 정조 대에 왕의 이름과 유사한 소리가 되는 것을 피해 리원현으로 고쳐졌다.
| Daedongyeojido (Gyujanggak) 06-03.jpg | Daedongyeojido (Gyujanggak) 06-02.jpg |
| Daedongyeojido (Gyujanggak) 07-01.jpg |                                       |

1895년에는 리원군이 되었고 1914년의 행정 구역 개편에 의해서 현재의 군의 범위가 거의 정해졌다.
1941년 4월 1일 남면 일부를 차호읍으로 승격하였다.
| 조선총독부령 제85호                                                     |             |
| 구 행정구역                                                             | 신 행정구역 |
| 남면 유성리, 유진리, 하차호리, 상차호리, 룡항리, 포항리, 포진리, 창흥리 | 차호읍 일원 |
해방 무렵에는 3면 78리로 구성되어 있었다. 북한 성립 후 1952년 12월에 행해진 행정 구역의 재편으로 22리로 구성되는 현재의 리원군이 되었다. 1952년에 오일리를 오일로동자구로 개편하였으나 1954년에 오일로동자구를 폐지하고 라흥로동자구를 내왔다.

## 산업
리원군의 주산업은 기계 공업으로 연간 공업 생산량의 절반을 차지한다. 철, 황, 활석, 석회석, 흑연, 규암이 발견되고 리원광산에서는 활석이 생산된다.  평야와 강을 따라 농업도 행해지고 주요 작물은 쌀과 콩, 옥수수이다.

## 교통
철도는 평라선, 철산선, 차호선이 지난다. 리원 비행장은 군전용으로 이용된다.

## 행정 구역
리원군은 1읍, 3구와 21리로 구성되어있다.
- 리원읍 (利原邑)
- 라흥로동자구 (羅興勞動者區)
- 활석로동자구 (滑石勞動者區)
- 차호로동자구 (遮湖勞動者區)
- 장축리 (場築里)
- 청산리 (淸山里)
- 대덕리 (大德里)
- 성곡리 (城谷里)
- 풍암리 (豊岩里)
- 학사대리 (學士臺里)
- 곡구리 (谷口里)
- 구읍리 (舊邑里)
- 룡북리 (龍北里)
- 하전리 (荷田里)
- 송동리 (松洞里)
- 문앙리 (文仰里)
- 원사리 (院四里)
- 곡창리 (穀倉里)
- 률지리 (栗枝里)
- 송정리 (松亭里)
- 염성리 (鹽城里)
- 다보리 (多寶里)
- 중평리 (中坪里)
- 유성리 (楡城里)
- 기암리 (奇巖里)

## 같이 보기
- 조선민주주의인민공화국의 지리
- 조선민주주의인민공화국의 행정 구역